# In Your House 10: Mind Games
In Your House 10: Mind Games was een professioneel worstel-pay-per-view (PPV) evenement dat georganiseerd werd door de World Wrestling Federation (WWF, nu WWE). Het was de 10e editie van In Your House en vond plaats op 22 september 1996 in het CoreStates Center in Philadelphia, Pennsylvania.

## Matches
| Nr. | Match | Winnaar(s)                      | Opmerkingen                                                                                      | Bron  |
| --- | --- | ------------------------------- | ------------------------------------------------------------------------------------------------ | ----- |
| 1F  | Savio Vega vs. Marty Jannetty (met Leif Cassidy)                                                                    | Savio Vega                      | Eén-op-één FFA match.                                                                            | [ 2 ] |
| 2   | Savio Vega vs. Justin Bradshaw (met Uncle Zebekiah)                                                                 | Savio Vega                      | Caribbean Strap match met Harvey Wippleman als Special Guest Referee.                            | [ 2 ] |
| 3   | José Lothario vs. Jim Cornette                                                                                      | José Lothario                   | Eén-op-één match.                                                                                | [ 2 ] |
| 4   | Owen Hart & The British Bulldog (met Clarence Mason) vs. The Smoking Gunns (Bart Gunn & Billy Gunn) (c) (met Sunny) | Owen Hart & The British Bulldog | Tag Team match voor het WWF Tag Team Championship.                                               | [ 2 ] |
| 5   | Mark Henry vs. Jerry Lawler                                                                                         | Mark Henry                      | Eén-op-één match. Henry won door submission.                                                     | [ 2 ] |
| 6   | The Undertaker vs. Goldust (met Marlena)                                                                            | The Undertaker                  | Final Curtain match.                                                                             | [ 2 ] |
| 7   | Shawn Michaels (c) (met José Lothario) vs. Mankind (met Paul Bearer)                                                | Shawn Michaels                  | Eén-op-één match voor het WWF World Heavyweight Championship. Michaels won door diskwalificatie. | [ 2 ] |
| 8D  | Jake Roberts vs. Hunter Hearst Helmsley                                                                             | Jake Roberts                    | Eén-op-één dark match.                                                                           | [ 2 ] |
| 9D  | Faarooq (met Sunny) vs. Marc Mero (met Sable)                                                                       | Faarooq                         | Eén-op-één dark match.                                                                           | [ 2 ] |
| 10D | Sycho Sid vs. Vader (met Jim Cornette)                                                                              | Sycho Sid                       | Eén-op-één dark match.                                                                           | [ 2 ] |